# Pod skleněným zvonem
Pod skleněným zvonem (anglicky The Bell Jar) je jediný román Sylvie Plathové. Vydala jej v roce 1963 pod pseudonymem Victoria Lucas. Román obsahuje autobiografické prvky a zachycuje boj člověka s klinickou depresí a návrat do normálního života. Plathová spáchala sebevraždu krátce po jeho vydání. Pod skutečným jménem autorky byla kniha poprvé vydána v roce 1967.